# Virus de telefonia mòbil
Un virus de telefonia mòbil és un programari adaptat als sistemes operatius de telèfons intel·ligents o organitzadors personals amb capacitat sense fils, amb l'objectiu de perjudicar la funcionalitat de l'aparell o bé usurpar-ne informació.
A mesura que el mercat i consum de telefonia mòbil s'ha anat incrementat d'una manera desorbitada, també ha augmentat la vulnerabilitat dels seus sistemes operatius contra atacs informàtics en forma de virus o altre tipus de programari maliciós.

## Tipologia
Avui dia es coneixen només dos tipus de virus per aquest dispositius, classificats en funció de la seva via de transmissió a l'hora d'infectar una terminal:
- Cuc: solen transmetre’s a través de missatges SMS o MMS, i no requereixen la interacció de l'usuari per a ser executats. El seu principal objectiu és reproduir-se i transmetre’s a altres aparells, per la qual cosa es poden copiar infinites vegades fins a col·lapsar el mateix sistema operatiu del terminal i infectar a tants d'aquests com disposi al seu abast. També poden contenir instruccions perjudicials.
- Troià: acostumen a presentar-se en format de fitxers executables o aplicacions descarregades en el dispositiu, aparentment inofensives i atractives a l'usuari perquè siguin executades per aquest. En ser activades, la part de software maligne arrenca i pot generar nombrosos desperfectes, des de la infecció i inutilització d'altres aplicacions del mateix dispositiu deixant-lo inservible, fins a la usurpació de dades (programari espia) obtenint continguts d'agendes, contes de correu, notes i qualsevol altra font d'informació per a després ser enviades a un servidor remot. En aquest cas, la interacció de l'usuari és imprescindible per a l'activació del virus.

## Història
El primer cas de virus mòbil es va detectar el juny de 2004, quan es descobrí que una companyia anomenada Ojam havia dissenyat un virus troià anti-pirateria en les versions anteriors del seu joc per a telèfons mòbils anomenat Mosquito. Aquest virus envia missatges de text SMS a l'empresa sense el consentiment de l'usuari. Degut a la seva il·legalitat, el virus va ser eliminat de les versions més recents del joc, tot i que encara existeix en versions antigues sense llicència que es poden aconseguir a través de xarxes d'intercanvi de fitxers i llocs de descàrrega gratuïta de programari web.
El juliol de 2004, aficionats als ordinadors van alliberar un virus a manera de prova anomenat Cabir, que escurça la vida útil de la bateria del dispositiu mòbil que la gasta rastrejant mòbils propers, ja que es transmet a través de xarxes sense fil Bluetooth
El març de 2005 s'informa que un cuc anomenat Commwarrior-A va estar infectant telèfons mòbils amb el sistema operatiu Symbian S60. Aquest cuc es transmet a través de MMS, enviant-se copies de si mateix als propietaris de telèfons amb les mateixes característiques de sistema operatiu, extraient dades de la llibreta d'adreces de la terminal infectada. Encara que aquest cuc no és considerat com a perillós, els experts coincideixen que va ser el principi d'una nova era on els atacs informàtics en telefonia mòbil seria quelcom més comú.
L'agost de 2010, Kasperky Lab adverteix de l'existència del primer programa maliciós anomenat Trojan-SMS.AdriodOS.FakePlayer.a, detectat a Smartphones amb sistema operatiu Android de Google, i que ja ha infectat un gran nombre de dispositius mòbils. La seva conducta és enviar missatges de text SMS a números de cost addicional sense el consentiment de l'usuari, que abans o després descobreix l'existència d'aquest al comprovar els enormes despeses reflectides en les factures.
Per tots aquests motius, les companyies de desenvolupament de sistemes operatius per a telefonia mòbil, com Google, Microsoft o Apple Inc recomanen descarregar dades únicament des de llocs oficials i de confiança.
Entre 2005 i 2010 es van detectar uns 1200 tipus d'atacs de programari maliciós a través de dispositius mòbils. En els últims mesos, el desenvolupament de programari maliciós en aquestes plataformes ha crescut un 1400% i es coneixen aproximadament 130000 codis maliciosos destinats a atacar a aquestes terminals.
El sistema operatiu amb major risc d'infecció és Android, a causa de la seva característica metodologia de codi obert i popularitat entre usuaris, seguit de Symbian OS i Windows Phone. iOS es proclama com el sistema operatiu menys infectat, degut al seu entorn totalment tancat.
Actualment diverses companyies desenvolupadores de software d'antivirus com Trend Micro, AVG Technologies, Avast Software, Kaspersky Lab o Softwin treballen a adaptar els seus programes als diversos sistemes operatius de major risc, mentre que les companyies desenvolupadores d'aquests propis sistemes operatius intenten frenar la propagació d'aquestes infeccions, a través d'un control de contingut i qualitat del software ofert a través dels seus portals oficials de distribució d'aplicacions, com poden ser Google Play o App Store.

## Notables virus per a mòbils
- Cabir: Infecta els telèfons mòbils que funcionen amb el sistema operatiu Symbian OS. Quan un telèfon està infectat, el missatge “Caribe” es mostra a la pantalla del telèfon i apareix cada cop que aquest s'encén. Aquest cuc intenta propagar-se a altres terminals mitjançant senyals sense fil Bluetooth.
- Commwarrior: conegut com el primer cuc capaç de propagar-se entre dispositius mitjançant missatges MMS, tant per 3G com per Bluetooth. Només afecta a dispositius que treballen amb el sistema operatiu Symbian OS Series 60. Una vegada executat el cuc es propaga mitjançant la cobertura Bluetooth a altres dispositius pròxims (un radi aproximat de 16 metres) enviant dades infectades amb noms aleatoris.
- Duts: aquest virus parasitari infecta fitxers i és el primer virus conegut per a la plataforma Pocket PC. Intenta infectar tots els fitxers executables (.exe) majors a 4096 bytes dins del directori local.
- Skulls: es tracta d'un fragment de codi troià. Una vegada descarregat, el virus substitueix tots els icones de l'escriptori del dispositiu mòbil amb imatges d'un crani. També inutilitza les aplicacions del telèfon, incloent-hi la recepció i enviament de SMS i MMS.
- Gingermaster: troià desenvolupat per a plataforma Android que es propaga mitjançant la instal·lació d'aplicacions que incorporen de forma oculta el programari maliciós per a la seva instal·lació en segon pla. Aprofita la vulnerabilitat de la versió Gingerbread (2.3) per a utilitzar els permisos de super-administrador mitjançant una escalada de privilegis. Després crea un servei que roba informació del terminal infectat (identificador de l'usuari, número SIM, número de telèfon, IMEI, IMSI, resolució de pantalla i hora local) enviant-la a un servidor remot mitjançant peticions HTTP.
- DroidKungFu: troià contingut en aplicacions per a Android, que en ser executades, obté privilegis de root i instal·la el fitxer com.google.ssearch.apk, que conté una porta darrera que permet eliminar fitxers, obrir pàgines d'inici subministrades, obrir adreces web i descarregar i instal·lar paquets d'aplicació. Aquest virus recopila i envia a un servidor remot totes les dades disponibles sobre el terminal.
- Ikee: primer cuc conegut per a plataformes iOS. Només actua en terminals que han sigut prèviament jailbreakades, i es propaga intentant accedir a altres dispositius mitjançant el protocol SSH, primer a través de la subxarxa on estigui connectat el dispositiu mòbil. Després, repeteix el procés generant un rang aleatori i per acabar utilitza uns rangs preestablerts corresponents a adreces IP de determinades companyies telefòniques. Un cop infectat l'equip, substitueix el fons de pantalla per una fotografia del cantant Rick Astley.